# Метаксас
Метаксас (грч. Μεταξάς) је насељено место у општини Сервија у периферији Западна Македонија, Грчка. Према попису из 2021. године било је 204 становника.
Насеље је 1913. године имало 814 житеља Грка.